# Pleine Lune sur Parador
Pour plus de détails, voir Fiche technique et Distribution.
Pleine Lune sur Parador (Moon Over Parador) est un film américain réalisé par Paul Mazursky, sorti en 1988.

## Synopsis
Jack Noah, un petit acteur, travaille sur un tournage dans le pays latino-américain de Parador au moment où le pays est secoué par la mort de son dictateur d'une crise cardiaque. Le bras droit du défunt fait une offre que Jack ne peut refuser, en lui demandant de prendre la place du terrible dictateur.

## Fiche technique
- Titre original : Moon Over Parador
- Titre français : Pleine Lune sur Parador
- Réalisation : Paul Mazursky
- Scénario : Leon Capetanos et Paul Mazursky, d'après une histoire de Charles G. Booth
- Directeur artistique : Marcos Flaksman
- Chef décorateur : Pato Guzman
- Décorateur de plateau : Alexandre Meyer
- Costumes : Albert Wolsky
- Maquillage : Gary Liddiard (makeup artist)
- Photographie : Donald McAlpine
- Montage : Stuart H. Pappé
- Musique : Maurice Jarre
- Production : 
  - Producteur : Paul Mazursky
  - Producteur associée : Lindsay Flickinger, Gary Shusett
  - Coproducteur : Pato Guzman, Geoffrey Taylor
- Société(s) de production : Universal Pictures
- Budget : 20 000 000 $ US[1]
- Pays d'origine :  États-Unis
- Année : 1988
- Langue originale : anglais
- Format : couleur – 35 mm – 1,85:1 – Dolby
- Genre : comédie romantique
- Durée : 103 minutes
- Dates de sortie : 
  - États-Unis : 9 septembre 1988

## Distribution
- Richard Dreyfuss : Jack Noah / Président Alphonse Simms
- Raul Julia : Roberto Strausmann
- Sônia Braga (VF : Maïk Darah) : Madonna Mendez
- Jonathan Winters : Ralph
- Fernando Rey : Alejandro
- Michael Greene : Clint
- Milton Gonçalves : Carlo
- Marianne Sägebrecht : Magda
- Reinhard Kolldehoff : Gunther
- Dana Delany : Jenny
- Polly Holliday : Midge
- Charo : Mme Loop
- Dann Florek : Toby
- Roger Aaron Brown : Desmond
- Richard Russell Ramos : Dieter Lopez
- Sammy Davis Jr. : Lui-même
- José Lewgoy : Archbishop

## Récompenses et distinctions

### Nominations
- Golden Globes 1989 :
  - Meilleur acteur dans un second rôle pour Raul Julia
  - Meilleure actrice dans un second rôle pour Sonia Braga